# 第23山岳猟兵旅団 (ドイツ連邦陸軍)
第23山岳猟兵旅団「バイエルン」（だい23さんがくりょうへいりょだん、ドイツ語：Gebirgsjägerbrigade 23 "Bayern"）は、ドイツ連邦陸軍の旅団の一つ。現在は第10装甲師団隷下にあり、旅団司令部をバート・ライヘンハルに置き、旅団隷下部隊は主にバイエルン州南部域のオーストリア共和国との国境近辺に駐屯している。旅団は安定化戦力（de:Stabilisierungskräfte）に指定されている。

## 任務
旅団は安定化戦力の一部として多国籍枠組みで中・低度安定化作戦の実行、特に困難な地形や悪天候下での実施部隊としての能力を有する。山岳地帯は価値ある教育手段の基礎を構成し、この特殊戦技習得の必須条件となっている。山岳地帯での運用を通じて、高山地帯や極圏での戦闘（山岳戦）および砂漠での運用に対応している。

## 部隊編制
2010年陸軍編制に基づき第23山岳旅団は再編成される。旅団は安定化戦力に指定されたために山岳砲兵部隊は配属されていない。
- 旅団司令部中隊　在バート・ライヘンハル
- 第231山岳猟兵大隊　在バート・ライヘンハル
- 第232山岳猟兵大隊　在ビショフスヴィーゼン＝シュターブ
- 第233山岳猟兵大隊　在ミッテンヴァルト
- 第8山岳後方支援大隊　在フュッセン/ミッテンヴァルト
- 第8山岳工兵大隊　在ブランネンブルク（2010年にインゴルシュタットへ移駐）
- 第230山岳偵察大隊　在フュッセン
- 第230輜重駄獣運用教育センター　在バート・ライヘンハル

### 概観
2010年に第8山岳通信大隊はインゴルシュタットへの移駐が決まっている。第210山岳偵察大隊の一部（第1、第3および第4中隊）はウルムに駐屯し、2010年末までに第1中隊はバート・ライヘンハルに、第3および第4中隊はビショフスヴィーゼン＝シュターブに移駐する予定。第231山岳猟兵大隊はフクス装甲兵員輸送車の更新としてボクサー装輪装甲車の装備が始まる。第232および第233山岳猟兵大隊には同様の意図のため既にBv206装甲兵員輸送車を装備している。 第210山岳通信大隊は2010年にウルムからバート・ライヘンハルに移転したが、2014年に廃止され、通信任務は司令部中隊が引き継いだ。

## 歴史
旅団は、バイエルン山岳部隊の前身である1805年に創設された山岳狙撃隊を伝統の源流としている。伝統に基づいて部隊は1915年にドイツ・アルペン軍団はエーデルワイスを部隊章とした。
1957年に旅団の母体となるA8戦闘群が編成される。早くも1960年には輸送用に駄獣小隊（後の第230山岳駄獣中隊の前身）でラバを使用した。冷戦時点で山岳部隊は第1山岳師団の隷下に2個旅団を有し、第二単位として第23山岳猟兵旅団と第三単位として第24装甲旅団があり、第1山岳師団は第2軍団隷下にあった。1973年に旅団は再編成され第236山岳補給大隊が解隊され、新しく第230山岳衛生中隊、第230山岳補給中隊、第230山岳整備中隊および第230山岳駄獣中隊の4個部隊が編成される。1981年に旅団は再編成され第231山岳猟兵大隊、第232山岳猟兵大隊および第234山岳猟兵大隊がミッテンヴァルトに駐屯し、第230山岳補給中隊および第230山岳衛生中隊は解隊される。1992年に第234山岳猟兵大隊は解隊、フュッセンの第225山岳砲兵大隊の1年後に第235山岳砲兵大隊が解隊される。
2001年に第1山岳師団が解隊される。この年までに第22装甲擲弾兵旅団と第24装甲旅団は解隊されており、残存部隊を継承していた。そして、同じ2001年に第23山岳猟兵旅団は第10装甲師団隷下に所属変更された。旅団はドイツ陸軍に残された唯一の山岳戦専門部隊となっている。2003年に第8山岳整備大隊、第8山岳後方支援大隊および第23山岳猟兵大隊が隷属する。2003年、インゴルシュタットの第60工兵教導旅団からブランネンブルクの第8山岳工兵大隊が編入される。2007年7月1日に第225山岳装甲砲兵大隊は第230山岳偵察大隊に改編される。第5装甲偵察大隊の一部はゾントラで再編成され、第230山岳偵察代替に編入され2008年6月30日に解隊される。2007年10月1日には第210通信大隊が第210山岳通信大隊に改称される。2008年6月16日、旅団創隊50周年を記念して称号「バイエルン」を与えられる。

### 国外任務
旅団所属の将兵と全部隊は連邦軍国外任務の多くに参加している。1990年代、旅団は最初の国外任務であるソマリア援助ドイツ部隊の第2次派遣隊に参加する。これに引き続いて旧ユーゴスラビアでの作戦に参加する。2002年11月から2003年5月までコソボでのコソボ治安維持部隊（KFOR）第6次派遣隊に参加する。2003年1月には第223山岳猟兵大隊が支援部隊と共にアフガニスタンに7ヶ月間派遣される。2005年5月から9月まで連邦軍第11次KFOR派遣隊に参加。2008年末にアフガニスタンの第18次ISAF派遣隊に参加、第232山岳猟兵大隊が緊急展開部隊（QRF）に指定されていた第212装甲擲弾兵大隊と交代し、2010年1月から旅団の一部部隊（第210山岳通信大隊）がコソボでの任務を開始する。これは通信中隊が第25KFOR派遣隊支援大隊に参加した。

## 歴代旅団長
| 代 | 氏名                                                      | 着任          | 離任          |
| -- | --------------------------------------------------------- | ------------- | ------------- |
| 1  | アントン・ロルヒ陸軍大佐 Anton Lorch                      | 1957年        | 1961年        |
| 2  | フランツ・ペッシュ陸軍大佐 de:Franz Pöschl                | 1961年        | 1965年        |
| 3  | エルンスト・メッツ陸軍准将 Ernst Metz                     | 1965年        | 1971年3月31日 |
| 4  | ペーター・クリースラー陸軍大佐 Peter Griessler            | 1971年4月1日  | 1974年9月30日 |
| 5  | ハンス・フォルク陸軍大佐 Hans Vogl                        | 1974年10月1日 | 1976年3月31日 |
| 6  | ホルスト・ネッツラー陸軍大佐 Horst Netzler                | 1976年        | 1979年3月31日 |
| 7  | クルト・バルテル陸軍大佐 Kurt Barthel                     | 1979年4月1日  | 1981年9月30日 |
| 8  | ベルント・クルーグ陸軍大佐 Bernd Klug                     | 1981年10月1日 | 1983年9月30日 |
| 9  | フランツ・ヴェルナー陸軍准将 Franz Werner                 | 1983年10月1日 | 1986年9月30日 |
| 10 | クラウス・ラインハルト陸軍大佐 de:Klaus Reinhardt         | 1986年10月1日 | 1988年9月30日 |
| 11 | ヘルムート・ノイバウアー陸軍大佐 Helmut Neubauer          | 1988年10月1日 | 1991年9月30日 |
| 12 | ヨルク・ゼンデレ陸軍大佐 Jörg Sendele                     | 1991年10月1日 | 1991年11月    |
| 13 | ホルガー・カンマーホフ陸軍大佐 de:Holger Kammerhoff       | 1992年2月5日  | 1995年9月30日 |
| 14 | ヴォルフ＝ディター・ローザー陸軍大佐 de:Wolf-Dieter Löser | 1995年10月1日 | 1997年        |
| 15 | ヨハン・ベルガー陸軍大佐 Johann Berger                    | 1998年        | 2001年        |
| 16 | マルクス・ベントラー陸軍大佐 de:Markus Bentler            | 2001年        | 2004年3月29日 |
| 17 | ノルベルト・シュティアー陸軍大佐 Norbert Stier            | 2004年3月29日 | 2006年4月     |
| 18 | エーリッヒ・プフェファー陸軍大佐 de:Erich Pfeffer         | 2006年5月     | 2009年5月15日 |
| 19 | ヨハン・ランゲネッガー陸軍大佐 de:Johann Langenegger      | 2009年5月15日 |               |